# علم الظواهر (علوم)

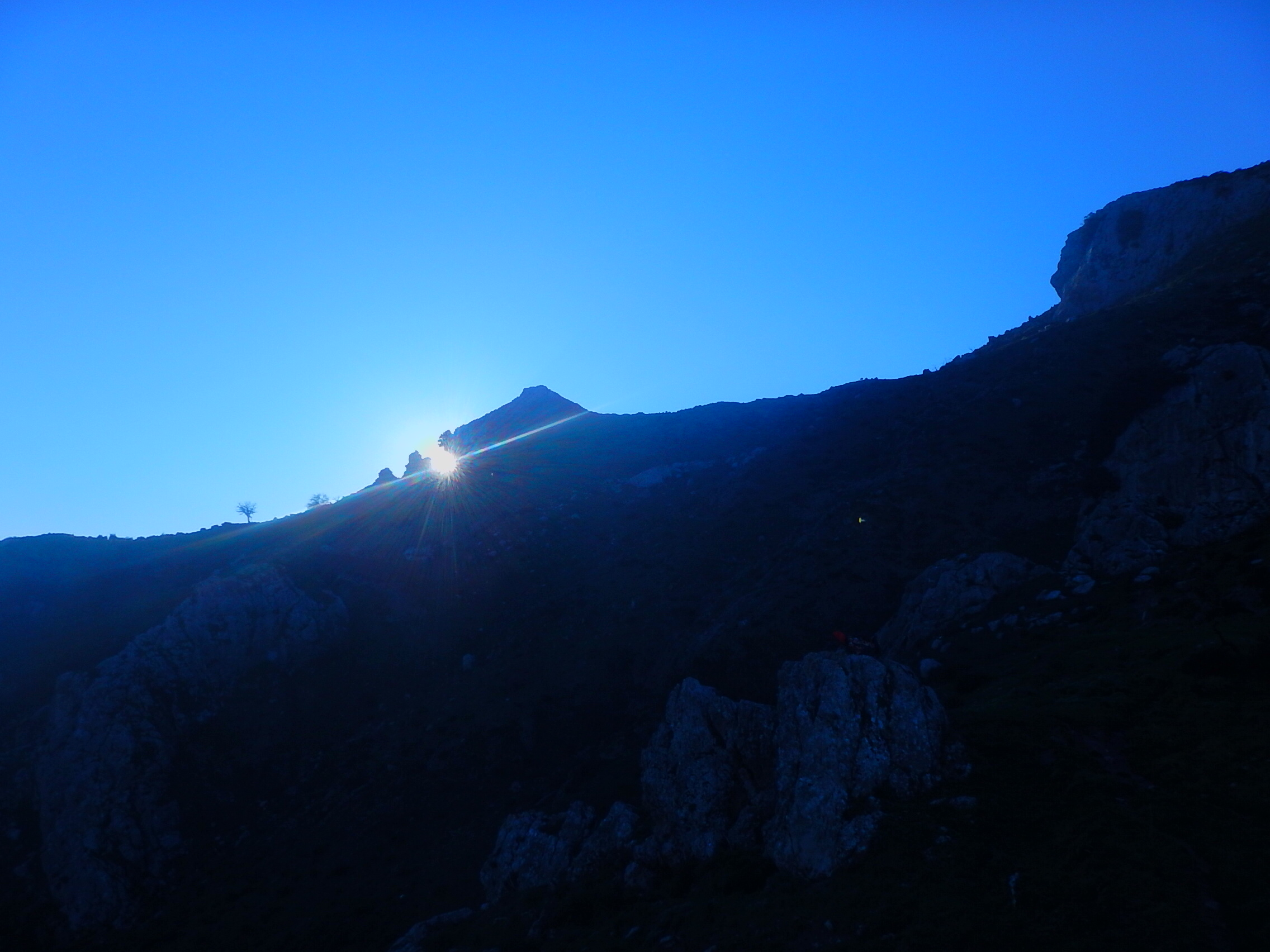
الاعتدال الشمسي الذي رُصد في موقع بيزو فينتو ما قبل التاريخ، في فونداكيلي فانتينا، صقلية

يستخدم مصطلح 'الظواهر' في العلم لوصف مجموعة من المعارف التي تربط الملاحظات التجريبية لظاهرة معينة ببعضها البعض، بما يتفق مع الأسس النظرية، ولكنه لا تشتق مباشرة من نظرية. على سبيل المثال، في القاموس الموجز للفيزياء، نجد التعريف التالي:
النظرية الظواهرية، هي نظرية تعبر عن النتائج رياضياً من الظواهر الملحوظة دون الالتفات مفصلة لأهميتها الأساسية
الاسم مشتق من ظاهرة (من اليونانية φαινόμενoν، وجمعها φαινόμενα وλογία وتعني «دراسة» أو «علم»)، وهو أي حدث يمكن ملاحظته ومراقبته.